# Uvularia perfoliata
Uvularia perfoliata är en tidlöseväxtart som beskrevs av Carl von Linné. Uvularia perfoliata ingår i släktet Uvularia och familjen tidlöseväxter. Inga underarter finns listade i Catalogue of Life.

## Bildgalleri

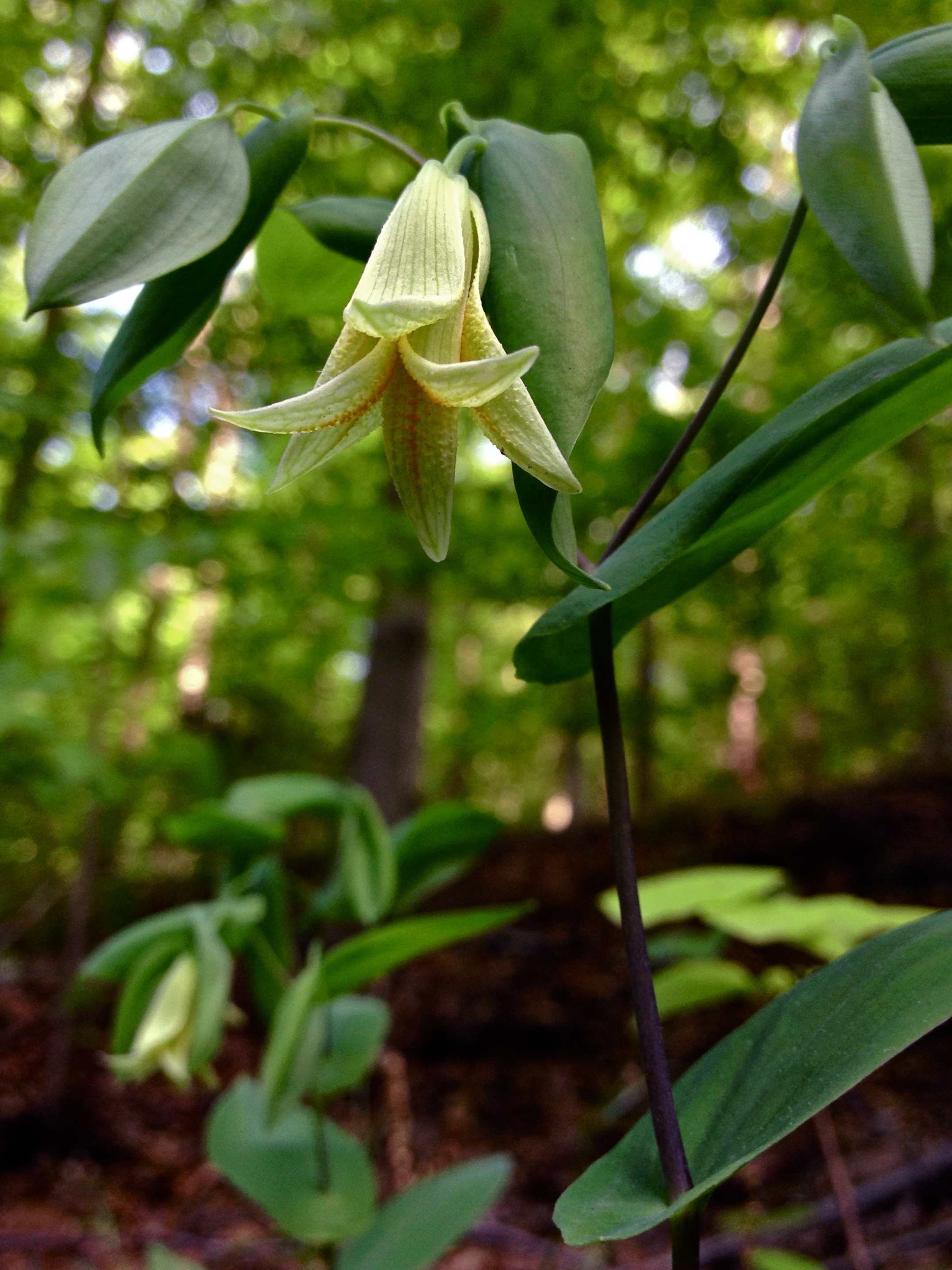
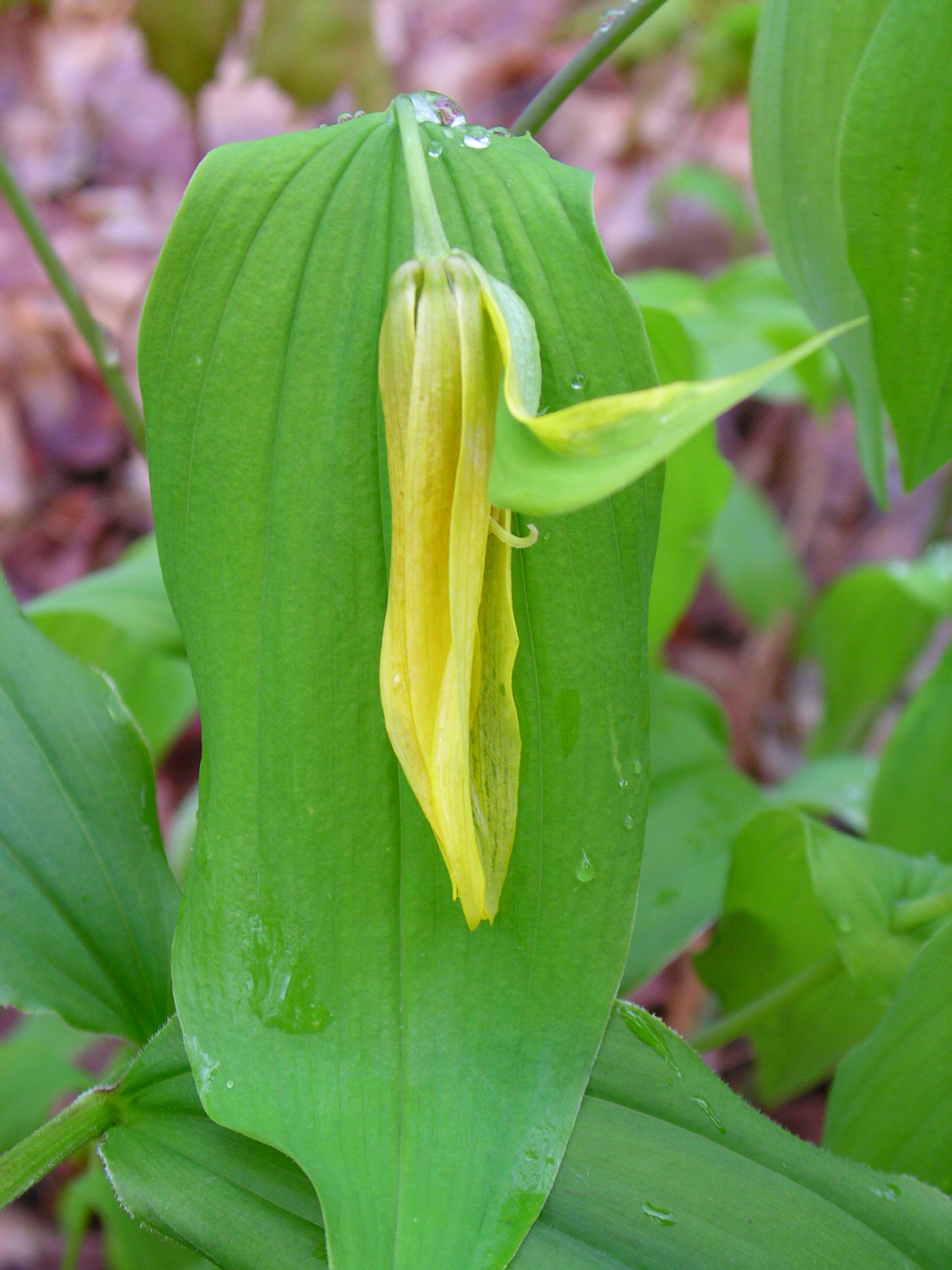